# Riesenquitte von Leskovac
Die ‘Riesenquitte von Leskovac’, auch ‘Riesenquitte aus Leskowatz’, kurz ‘Leskovac’ oder ‘Leskovacz’, ist eine Kultursorte der Quitte. Die großfrüchtige Apfelquitte wächst rasch und ist relativ unempfindlich gegen Frost, allerdings ist sie selbststeril.

## Sorteneigenschaften
Sträucher der Sorte ‘Leskovac’ wachsen sehr schnell, bereits zweijährige Veredelungen können Früchte tragen. Ihre Blätter sind dunkelgrün und auf der Unterseite stark bereift. Die Blüten sind groß und sehr dekorativ. Die ‘Leskovac’ ist die einzige unter den in Mitteleuropa verbreiteten Quittensorten, die selbststeril ist und eine weitere Befruchtersorte benötigt.
Die apfelförmigen Früchte können sehr groß und bis zu 1500 g schwer werden. Teilweise werden sie auch als mittelgroß beschrieben. Eine typische Frucht ist 10 cm lang und 8 cm breit. Die Schale ist gelb mit grünlichen Streifen. Das Fruchtfleisch wird als weißgelb und der Saft als wasserhell beschrieben. Die ‘Leskovac’ wird insbesondere für die Herstellung von Gelee und Marmelade empfohlen. Sie ist etwas anfällig für die Fruchtfäule, für windreiche Lagen eignet sie sich nicht.